# Ceràmica de figures vermelles

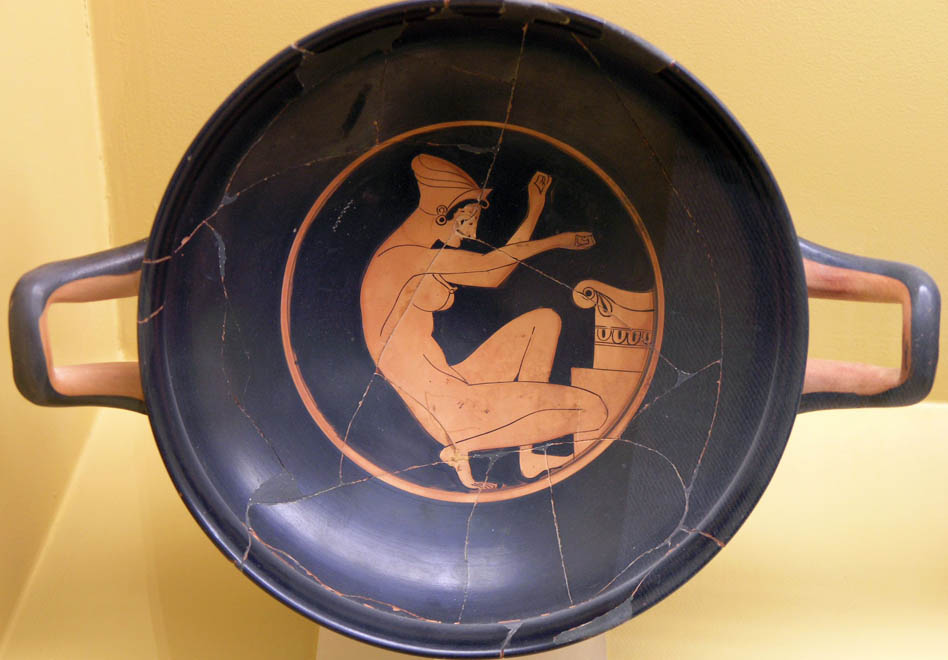
Exemple de ceràmica grega de l'estil dit "de figures vermelles". Es caracteritzen pel color vermellós dels dibuixos sobre fons negre

La ceràmica de figures vermelles és un estil figuratiu de la ceràmica grega que va néixer a Atenes cap al 530 aC, substituint l'estil anterior, la ceràmica de figures negres, i que es va utilitzar fins al segle iii aC. Aquest estil va tenir el seu apogeu al segle v aC i va començar a entrar en decadència al segle iv aC.
El nom fa referència al color de les representacions figuratives en aquest estil, que es deixaven del color natural de la terrissa sobre un fons negre pintat, en contraposició a la ceràmica dita de figures negres, en la qual les figures eren pintades en negre sobre el color natural de la terrissa. A les figures vermelles, per tal que no siguin simples siluetes, es tracen finament els detalls, que es fan també en el mateix color negre del fons.
Les composicions són de temes molt diversos, que poden incloure escenes de la vida quotidiana més mundana, d'orgies, heroiques. S'usava en peces tornejades, com per exemple cílix, craters i càntirs. Els autors solien signar les seves obres, així se sap que alguns dels noms dels més preuats del segle v aC eren Eufroni, Epíctet, Sòsies i Brigos.